# Riccardo Bonetto
Riccardo Bonetto (Asolo, 20 de março de 1979) é um futebolista italiano que atualmente milita no Bassano.